# Mycosphaerella cirsii-arvensis
Mycosphaerella cirsii-arvensis är en svampart som beskrevs av Petr. 1925. Mycosphaerella cirsii-arvensis ingår i släktet Mycosphaerella och familjen Mycosphaerellaceae.  Arten är reproducerande i Sverige. Inga underarter finns listade i Catalogue of Life.